# 佐久海之口站
佐久海之口站（日语：／ Saku-Uminokuchi eki */?）是位於長野縣南佐久郡南牧村，屬於東日本旅客鐵道（JR東日本）的小海線車站。
關於本站的海拔高度，公益財團法人國土地理協會的文獻中指出是1,064米，週刊朝日百科的文獻中指出是1,039.3米。以1,064米計算，此站為JR的所有車站中海拔第6高的車站。在此站啟用起7個月之間是國鐵最高車站，後來在1933年（昭和8年）7月27日，位於小海南線的小淵澤站至清里站之間開通後，最高車站地位變為清里站。

## 歷史
- 1932年（昭和7年）12月27日：國鐵小海線 此站至小海站之間開通，此站啟用[4]。為旅客和貨物車站。
- 1933年（昭和8年）7月27日：隨小海南線開通，小海線改名為小海北線。
- 1935年（昭和10年）
  - 1月16日：國鐵小海北線此站至信濃川上站之間開通。
  - 11月29日：隨著清里站至信濃川上站之間開通，小海北線和小海南線合併成為小海線。
- 1978年（昭和53年）9月22日：結束貨物起卸業務[5]。
- 1987年（昭和62年）4月1日：伴隨國鐵分割民營化，車站由東日本旅客鐵道（JR東日本）營運[5]。
- 2012年（平成24年）12月2日：新車站大樓舉行了落成典禮[6]。
- 2020年（令和2年）10月12日：在地方交通線首次引入列車控制系統（無線列車控制系統）ATACS[7][8]。同時交會設備廢止。

## 車站構造

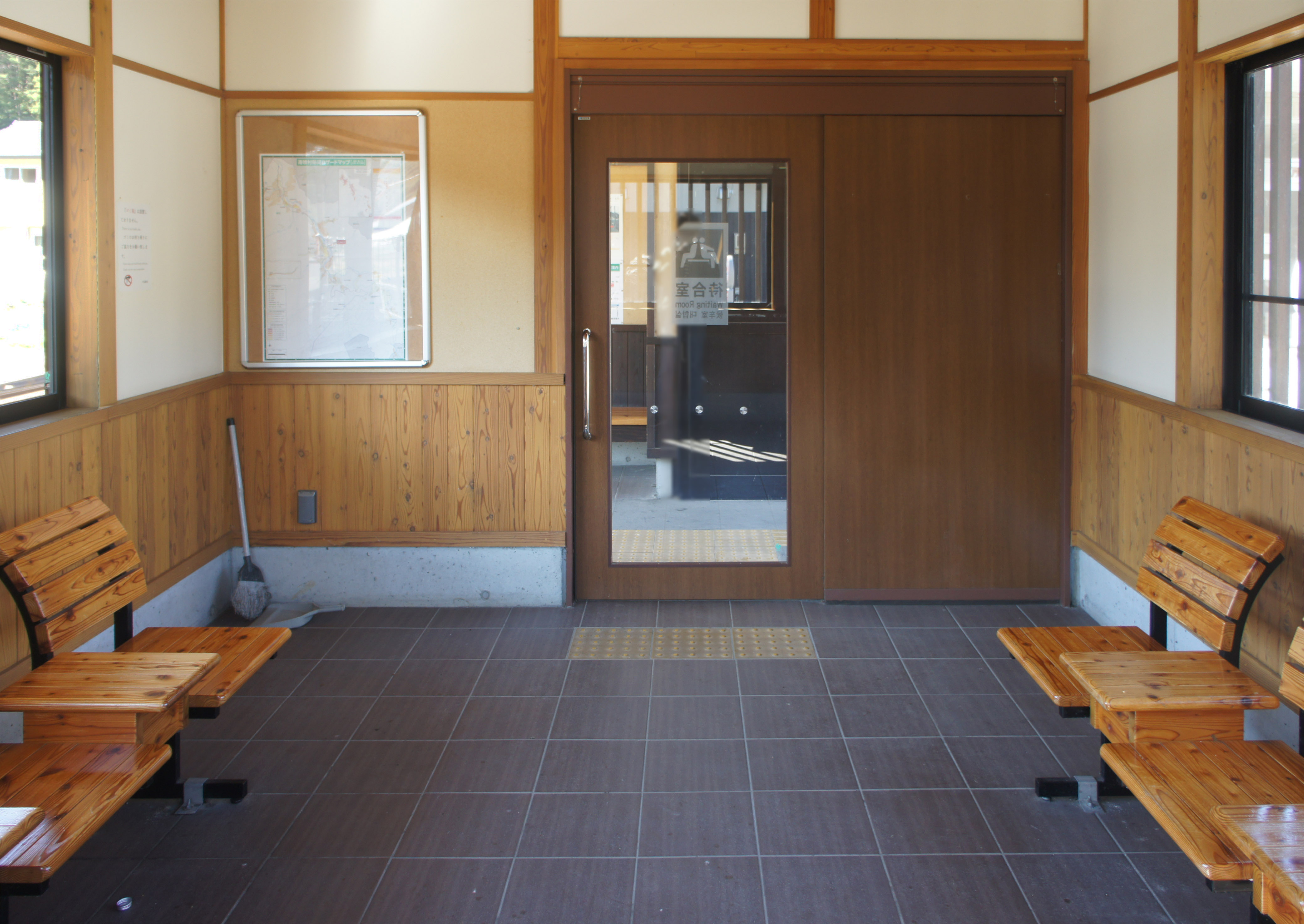
候車室內（2021年10月）

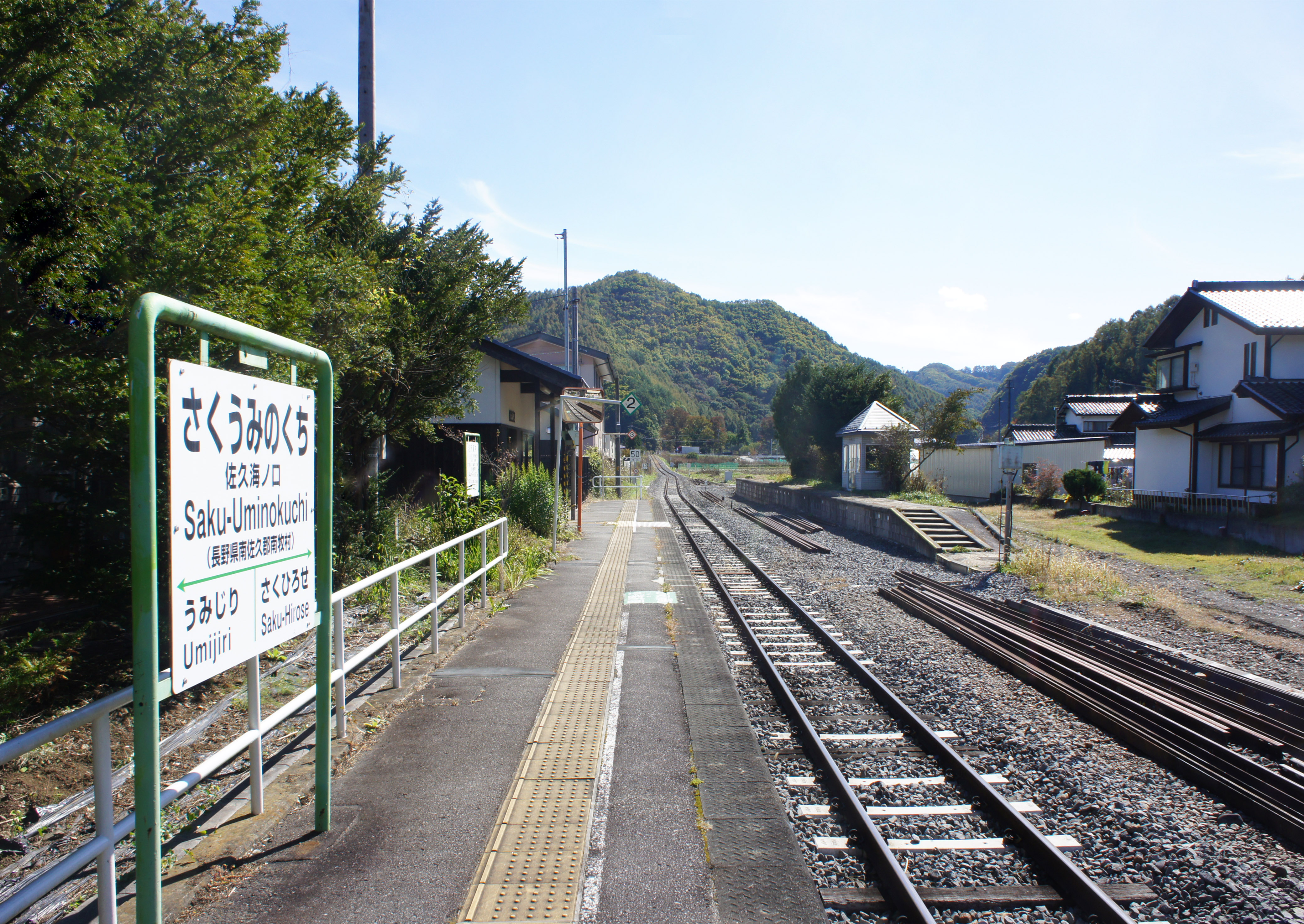
月台（2021年10月）

此站是地面車站，設有1面1線單式月台。此站曾設有2面2線的相對式月台。隨著無線列車控制系統引入，現時只有舊上行月台。此站在使用相對式月台的時代設有站內平交道。
此站是無人車站，站房在2012年落成啟用，是使用當地信州產落葉松建造的木造傳統的和風建築物。

## 使用狀況
根據「長野縣統計書」，以下為1日平均乘車人次：
- 2007年度 - 109人[1]
- 2009年度 - 80人[1]
- 2010年度 - 79人
- 2011年度 - 79人

## 車站周邊
- 南牧村公所[3]
- 海之口郵局（日语：海ノ口郵便局）
- 千曲川
- 國道141號（日语：国道141号）

## 相鄰車站
東日本旅客鐵道（JR東日本）
■小海線
佐久廣瀨－佐久海之口－海尻

## 注腳

### 使用狀況
1. 1 2 3 4 5 6 7 8 9 10 11 12  信濃毎日新聞社出版部. . 信濃毎日新聞社. 2011-07-24: 155. ISBN 9784784071647 （日语）.
2. 1 2  緯度経度付き全国沿線・駅データベース （页面存档备份，存于）（日語） - 公益財團法人國土地理協會，2015年8月6日參閲。
3. 1 2 3  . 週刊朝日百科. 12号 大宮駅・野辺山駅・川原湯温泉駅ほか92駅. 朝日新聞出版. 2012-10-28: 26 （日语）.
4. ↑  「鉄道省告示第530号」『官報』1932年12月21日（國立國會圖書館數碼化收藏）
5. 1 2  曾根悟（監修）. 朝日新聞出版分冊百科編集部（編集） , 编. . 週刊朝日百科. 3号 飯田線・身延線・小海線. 朝日新聞出版. 2009-07-26: 27 （日语）.
6. 1 2  交通新聞2012年12月12日
7. ↑   (PDF) (新闻稿). 東日本旅客鉄道. 2020-09-15  [2020-09-17]. （原始内容 (PDF)存档于2020-09-17） （日语）.
8. ↑   (PDF) (新闻稿). 東日本旅客鉄道. 2020-03-10  [2020-03-10]. （原始内容 (PDF)存档于2020-03-10） （日语）.
9. ↑  JR東日本:駅構内図（日語）

## 外部連結
- 車站資訊（佐久海之口）：東日本旅客鐵道（日語）